# Clarksville (Tennessee)
 For alternative betydninger, se Clarksville. (Se også artikler, som begynder med Clarksville)
Clarksville er en amerikansk by og administrativt centrum i det amerikanske county Montgomery County, i staten Tennessee. I 2006 havde byen et indbyggertal på 113.175.

## Ekstern henvisning
- Clarksvilles hjemmeside (engelsk)

- Wikimedia Commons har flere filer relateret til Clarksville (Tennessee)

36°31′47″N 87°21′34″V / 36.5297222°N 87.3594444°V